# Yzeure
Yzeure je naselje in občina v osrednjem francoskem departmaju Allier regije Auvergne. Leta 1999 je naselje imelo 12.696 prebivalcev.

## Geografija
Kraj leži v pokrajini Bourbonnais 2.5 km vzhodno od središča departmaja Moulinsa.

## Administracija
Yzeure je sedež istoimenskega kantona, v katerega so poleg njegove vključene še občine Aurouër, Gennetines, Saint-Ennemond, Trévol in Villeneuve-sur-Allier s 16.496 prebivalci.
Kanton je sestavni del okrožja Moulins.

## Zanimivosti
- romanska cerkev sv. Petra z bogatoo okrašenim pročeljem in grobnico,
- grad Château de Panloup z večjim parkom iz 16. stoletja; vrata, ki vodijo k stari kapeli, so okrašena z velikonočnim jagnjem.

## Pobratena mesta
- Bendorf (Porenje - Pfalška, Nemčija),
- Gherla (Transilvanija, Romunija),
- Kafountine (Senegal).